# Julie Candeille
Amélie-Julie Candeille (París, 31 de julio de 1767 - París, 4 de febrero de 1834) fue una artista francesa.

## Biografía
Hija del célebre artista Pierre Joseph, contaba con 17 años, cuando impulsada por su progenitor debutó en salones y escenarios como cantante solista, pianista y arpista de primer orden. Decidió luego incorporarse a la Comedia francesa, y allí permaneció hasta 1796.  Su carrera como actriz le permitió crear óperas en las cuales tenía el rol principal. Esto se convirtió en la característica principal de su estilo.
El 3 de noviembre de 1794 contrajo matrimonio con el médico Louis-Nicolas Delaroche. La relación duró poco y a los tres años se divorciaron.  Posteriormente, el 11 de febrero de 1798 contrajo nupcias con el acaudalado carrocero Jean Simons y se mudó a Bruselas para apoyarlo en su negocio.  No obstante en 1802 Simons había caído en bancarrota y al poco tiempo comenzó a tener problemas de salud mental, por lo que Candeille regresó a París para buscar trabajo y apoyar a su esposo. Simultáneamente, su padre estaba teniendo dificultades financieras. Candielle trabajó casi diez años dando clases privadas de piano, literatura y de escritura de novelas, mientras en paralelo estaba haciendo gestiones con el gobierno para que su padre recibiera una pensión. 
En 1815, durante los 100 días de Napoleón, Candeille pidió asilo en Inglaterra y ofreció conciertos en Londres con el pianista Johann Baptist Cramer y los violinistas Giovanni Battista Viotti y Charles Phillipe Lafont. Viotti y Cramer la impulsaron para ofrecer conciertos en Bélgica, Holanda e Inglaterra. No obstante, a pesar de sus contactos, continuaba atravesando una situación económica difícil.  En 1816, Luis XVIII le otorgó una generosa pensión para ella y su padre y regresó a París. 
En 1822 tras fallecer su segundo esposo, Candeille contrajo matrimonio con el pintor francés Antoine-Hilaire-Henri Périé de Senovert. 
Candeille falleció el 4 de febrero de 1834 en París a los sesenta y seis años, producto de problemas de salud.

## Obras
En 1792 se estrenó en el Teatro de la República, en París su obra "Catherine ou La bella fermière, comédie en trois actes, en prose mélée de chant", una comedia lírica de la que es autora tanto de  la música como de la letra. Adicionalmente era la actriz protagonista. 
En 1793 se estrenó la ópera cómica "Bathilde ou le duo".  Esta obra se caracterizó porque incluía un dúo para dos pianos, ejecutado por ella y otro actor, como parte de la acción en escena.  Esta obra, a diferencia de Catherine, no tuvo éxito.  Fue autora de otra ópera que corrió la misma suerte que Bathilde y tomó la decisión de no escribir más obras para teatro hasta el año 1807 cuando escribió “Ida, la huérfana de Berlín”.  
Compuso además tres tríos con piano, 4 sonatas para teclado, romanzas y fantasías para piano. 